# Petar Lesov
Petar Iosifov Lesov (Bulgaars: Петър Йосифов Лесов) (Rakovski, 12 december 1960) is een voormalig bokser uit Bulgarije. Namens zijn vaderland won hij de gouden medaille bij de Olympische Spelen van 1980 in Moskou. In de finale van de gewichtsklasse tot 51 kilogram (vlieggewicht) won hij van de Sovjet-Rus Viktor Mirosjnitsjenko. De scheidsrechter staakte het eenzijdige duel in de tweede ronde. Nadien won Lesov nog tweemaal de Europese titel bij de amateurs (1981 en 1983).

## Erelijst

### Olympische Spelen
- 1980 in Moskou, Sovjet-Unie (– 51 kg)

### Europese kampioenschappen
- 1981 in Tampere, Finland (– 51 kg)
- 1983 in Varna, Bulgarije (– 51 kg)

1904: George Finnegan ·
1920: Frankie Genaro ·
1924: Fidel LaBarba ·
1928: Antal Kocsis ·
1932: István Énekes ·
1936: Willi Kaiser ·
1948: Pascual Pérez ·
1952: Nathan Brooks ·
1956: Terence Spinks ·
1960: Gyula Török ·
1964: Fernando Atzori ·
1968: Ricardo Delgado ·
1972: Georgi Kostadinov ·
1976: Leo Randolph ·
1980: Petar Lesov ·
1984: Steve McCrory ·
1988: Kim Kwang-sun ·
1992: Choi Chol Su ·
1996: Maikro Romero ·
2000: Wijan Ponlid ·
2004: Yuriorkis Gamboa ·
2008: Somjit Jongjohor ·
2012: Robeisy Ramírez ·
2016: Sjachobidin Zoirov ·
2020: Galal Yafai ·
2024: Hasanboy Doesmatov